# Піски (Ульяновська область)
Піски (рос. Пески) — присілок в Карсунському районі Ульяновської області Російської Федерації.
Населення становить 332 особи. Входить до складу муніципального утворення Карсунське міське поселення.

## Історія
Від 2004 року входить до складу муніципального утворення Карсунське міське поселення.

## Населення
| 2010 |
| ---- |
| 332  |